# 219th Street
219th Street – stacja metra nowojorskiego, na linii 2. Znajduje się w dzielnicy Bronx, w Nowym Jorku i zlokalizowana jest pomiędzy stacjami 225th Street i Gun Hill Road. Została otwarta 3 marca 1917.